# Козихинский сельсовет
Козихинский сельсовет — сельское поселение в Ордынском районе Новосибирской области Российской Федерации.
Административный центр — село Козиха.

## История
Статус и границы сельского поселения установлены Законом Новосибирской области от 2 июня 2004 года № 200-ОЗ «О статусе и границах муниципальных образований Новосибирской области»

## Население
| 2002  | 2010  | 2012  | 2013  | 2014  | 2015  | 2016  |
| ----- | ----- | ----- | ----- | ----- | ----- | ----- |
| 1115  | ↗1261 | ↘1250 | ↗1257 | ↘1241 | ↘1226 | ↘1200 |
| 2017  | 2018  | 2019  | 2020  | 2021  |       |       |
| ↗1206 | ↘1180 | ↗1188 | ↘1178 | ↘1152 |       |       |

## Состав сельского поселения
| № | Населённый пункт | Тип населённого пункта       | Население |
| - | ---------------- | ---------------------------- | --------- |
| 1 | Козиха           | село, административный центр | ↘960      |
| 2 | Малоирменка      | деревня                      | ↘301      |